# (365131) Hassberge
(365131) Hassberge est un astéroïde de la ceinture principale.

## Description
(365131) Hassberge est un astéroïde de la ceinture principale. Il fut découvert le 23 février 2009 à Calar Alto par Felix Hormuth. Il présente une orbite caractérisée par un demi-grand axe de 2,36 UA, une excentricité de 0,18 et une inclinaison de 1,7° par rapport à l'écliptique.

## Compléments